# Les Brigandes
Les Brigandes es un grupo musical femenino francés controvertido, fundado en 2015.

## Historia
Les Brigandes est un nombre homenaje a la Guerra de la Vendée). Las chicas viven en La Salvetat-sur-Agout (Hérault)·. La comunidad y su fundador Joel Labruyère están criticados en Francia por su presuntas prácticas sectarias, y hay varias denuncias legales.
Su estilo es folk o « sixties », con temas e ideas de extrema derecha. Han interpretado canciones que elogian a Jean-Marie Le Pen y suelen jugar en agrupamientos identitarios.

## Discografía
Les Brigandes han salido seis álbumes Le Grand Remplacement (el gran reemplazo), France Notre Terre, Foutez le camp, J'élucubre à Sion et On a le temps de rien·.
Le Grand Remplacement, 2015
1. Antifa
2. Jeanne (j’ai trouvé une épée)
3. Comment on devient Américain
4. Cannabisation nationale
5. Le Tango du bidasse
6. Chevaucher le dragon
7. Bing ! Bang ! Bong ! (chiens de politicards)
8. La Loge des Jacobins
9. Le Grand Remplacement
10. Ce geste (live)
11. Laissez vivre la Russie
12. Le Rat jèze

France Notre Terre, 2016
1. France notre terre
2. En enfer
3. Rêve de reconquête
4. Une chanson pour Cabrel
5. Les Soixante-huitards
6. Le Retour des héros
7. Antéchrist
8. Cerveau lavé
9. La Nuit où ils ont serré Jack
10. Rondeau de France
11. Jakadi des millions
12. On est pas mécontentes d’être des Brigandes
13. Jèze Society
14. Seigneur, je ne veux pas devenir Charlie

Foutez le camp !, 2016
1. Foutez le camp !
2. C'est notre enfance
3. Midi libre
4. Un homme ancien
5. État de droit
6. Un million de roses
7. Quand j’étais parisienne
8. Che Guevara
9. Unabomber
10. Carla connerie
11. La Rouge V’hermine

- J'élucubre à Sion, 2017

1. J'élucubre à Sion
2. Je prierai pour vous
3. Démocratie
4. Juste un politicien
5. On vous emm…
6. Le Procès de Rouen
7. Vivre ensemble ?
8. Élection Blues
9. Sam Suffit
10. Animal
11. Catho Spleen

 Bonus : Le Linky à Ségolène
- On a le temps de rien, 2017

1. Histoire de l'homme
2. Alexandre et les Brahmanes
3. Les voix qu'on aimait autrefois
4. Bergoglio
5. Soldat de l'OTAN
6. Un jour mourir en France
7. Le Rock des Brigandes
8. Touchez pas à mon corps
9. Au Parlement
10. Merkel muß weg
11. On a le temps de rien
12. Est-ce déjà l'heure de dire adieu
13. Bonus : c'est mon droit (feat. Djiloo)

Errant et fugitif, 2018
1. Les Colonies
2. B.H.L.
3. Vieux Guerrier
4. L.I.B.E.R.T.É
5. Errant et Fugitif
6. What the Fack!
7. Notre Seigneur
8. Je fais l'Abruti
9. Pierre et Jean
10. Le Noir Désir
11. L'Ami Fidèle
12. Paroles d'Alain Delon
13. Bonus: Ça doit être Noël